# راية خضراء
راية خضراء أو العلم الأخضر له دلالات مختلفة.

## الأعلام الوطنية
- كان علم الجماهيريه العربية الليبية الشعبية الاشتراكية العظمى بمثابة علم أخضر عادي.
- علم المملكة العربية السعودية به حقل أخضر يمثل الإسلام.
- مُثلت القومية الأيرلندية تقليديًا بعلم أخضر. والعلم الحالي لأيرلندا هو علم ثلاثي الألوان مع الأخضر يمثل الكاثوليك الأيرلنديين، والبرتقالي يمثل البروتستانت الأيرلنديين، والأبيض في المنتصف يمثل السلام.
- علم موريتانيا السابق.
- رفعت العديد من الأعلام الأمريكية المخططة باللون الأخضر أثناء الحرب الثورية، حيث يمثل اللون الأخضر «لون الأمل».

## آخر
- العلم الأخضر هو جزء من مجموعة أعلام السباق ويشير إلى بداية أو استئناف سباق السيارات.
- تم رفع الأعلام الفعلية في المنتزهات والحدائق التي حصلت على جائزة العلم الأخضر.